# Restos de la torre del Palacio Ducal
La torre del Palacio Ducal está constituida actualmente por los restos que se descubrieron en la plaza Silvestre Segarra (frente a la iglesia del Ángel Custodio) en unas excavaciones arqueológicas llevadas a cabo en 1997. Quedan en pie restos de los muros de una torre y de lo que debió ser su aljibe. Gracias a la excavación se pudo saber que la torre data de mediados del siglo XIV, formando parte del que fuera palacio del Duque de Segorbe y Medinaceli (a las afueras de la alquería musulmana de Benigafull), del que no quedan restos. La torre fue demolida en 1897, por parte del consistorio de Vall de Uxó, para dar lugar a un espacio público amplio en el lugar donde se elevaba.
La torre está catalogada de manera genérica como Bien de Interés Cultural, con anotación ministerial n.º R-I-51-0012266, y fecha de anotación 24 de febrero de 2009.
La torre presenta planta rectangular y su fábrica es a base de piedras trabadas con argamasa, al menos hasta el primer tramo, ya que por los restos que quedan, se puede aventurar que los tramos superiores estaban hechos con ladrillo macizo y rematada con cubierta de tejas.
En su interior cabe destacar los restos del pavimento, constituido por azulejos decorados y alfardones de terracota.
Lo que se contempla en la actualidad es una reconstrucción sobre la misma base de la torre.